# Едуард Мудрик
Едуард Мудрик (на руски: Эдуард Мудрик) е съветски футболист. Почетен майстор на спорта на Русия (2007).

## Кариера
Цялата си кариера прекарва в Динамо Москва. Записва 172 мача и отбелязва 5 попадения. Има 8 мача и 1 гол за националния отбор на СССР.

## Отличия

### Отборни
Динамо Москва
- Съветска Висша лига: 1959, 1963